# Las campanas de Teresa
 Las campanas de Teresa  es una película argentina en colores (Ferraniacolor, y primera película cromática de Argentina Sono Film del género de comedia dirigida por Carlos Schlieper con su propio guion según el cuento de Hans Christian Andersen que se estrenó el 25 de julio de 1957 y que tuvo como protagonistas a Lalo Hartich, Laura Hidalgo, Georges Rivière, Nélida Romero y Perla Santalla. Actuaron el cuarteto vocal de Manuel Gómez Carrillo y el ballet de Beatriz Ferrari.	

## Sinopsis
Una muchacha provinciana que vende cacharros trata de obtener las campanas que necesita la iglesia de su pueblo.

## Reparto
- Rafael Diserio
- Lalo Hartich
- Laura Hidalgo
- María del Pilar Lebrón
- Thelma Mendoza
- Manuel Perales
- Mario Pocoví
- Georges Rivière
- Nélida Romero
- Perla Santalla
- Germán Vega
- Mariano Vidal Molina

## Comentario
Esta película póstuma de Schlieper filmada en la provincia de Salta muestra a la actriz Laura Hidalgo jugando un papel totalmente distinto de lo habitual: ya no es la falsa mujer fatal sino que ama, ríe, corre y juega … es un ser con vibración humana. Fue la última y la mejor actuación de esta actriz.